# 阿萨逍遥蛛
阿萨逍遥蛛（学名：Philodromus assamensis）为逍遥蛛科逍遥蛛属的动物。其种加词“assamensis”意为“印度阿萨姆邦的”。分布于印度以及中国大陆的西藏等地，一般生活于作物枝叶间以及草丛。该物种的模式产地在印度。